# Frente Amplio (partido político de Chile)
El Frente Amplio (FA) es un partido político chileno fundado en 2024, heredero de la coalición política homónima y que surgió como resultado de la fusión de los partidos Convergencia Social (CS) y Revolución Democrática (RD). Conforma la Alianza de Gobierno junto con el Socialismo Democrático y otros partidos de izquierda en la administración del presidente de Chile Gabriel Boric.
Desde su creación como partido y al menos hasta marzo de 2025, ha sido el partido político con más militantes de Chile, con 61 074 afiliados.

## Historia
El 5 de octubre de 2023 el Frente Amplio —coalición política fundada el 21 de enero de 2017— inició el proceso de fusión de sus partidos integrantes para conformar una sola colectividad política. RD y CS convocaron a un plebiscito para el 9 y 10 de marzo, donde se consultó a la militancia sobre su aprobación o rechazo a la fusión. En el proceso participaron un poco más de 10 mil personas, un 16 % de la militancia de las dos formaciones inscritas ante el Servicio Electoral de Chile (Servel), y arrojó un respaldo a la fusión por más del 80 % de las preferencias. Comunes no participó de la consulta debido al proceso de disolución que en ese momento enfrentaba ante el Tribunal Calificador de Elecciones (Tricel). Con la fusión, el partido único del FA será la colectividad con más militantes en Chile, con 62 mil personas registradas.
El 28 de diciembre de 2023, el Servicio Electoral de Chile solicitó al Tribunal Calificador de Elecciones (Tricel) la disolución del partido Comunes, acusando reiterados incumplimientos en los plazos de entrega de los balances y otros incumplimientos graves a la normativa de financiamiento público de partidos políticos; debido a ello, Comunes fue excluido del proceso de fusión. El partido fue disuelto oficialmente por el Servel el 14 de junio de 2024.
A fines de marzo de 2024 se presentó el logotipo que tendría el nuevo partido, diseñado por Nicolás Binder (militante de Convergencia Social) y que consistía en las letras "FA" en azul junto a una estrella roja en su extremo superior derecho. Luego de la controversia generada por el diseño —en la que se le comparó con el símbolo de la campaña de la opción "Sí" en el plebiscito de 1988—, se decidió no incluirlo en los documentos que oficializan la fusión de RD y CS ante el Servel.
La escritura de constitución de la fusión de CS y RD fue firmada el 19 de abril de 2024, y el 13 de mayo del mismo año el Servel ordenó la publicación del extracto de dicho documento, iniciando el proceso formal de creación del nuevo partido. El 1 de julio el Servel confirmó la fusión entre Convergencia Social y Revolución Democrática y la constitución del nuevo partido Frente Amplio.

## Ideología
De acuerdo con sus principios ideológicos como partido político, el Frente Amplio se declara profundamente democrático y se define socialista, feminista y ecologista. También se declara como un proyecto político patriótico, latinoamericanista e internacionalista, y proclama la libertad como principio del partido (acompañado de la garantización de los derechos sociales para todas las personas). Además, declara aspirar a representar los intereses de los sectores populares y contribuir a la redistribución de la riqueza, y se propone trabajar por un país descentralizado y diverso. Se define como un partido a favor de la paz y contrario a la guerra y la violencia, al mismo tiempo que reconoce el derecho a la resistencia y la desobediencia contra la tiranía y la opresión. Asimismo, considera la probidad y la transparencia como valores esenciales para resguardar la democracia. Por último, se define como un partido internamente plural, que se nutre de las experiencias históricas de las izquierdas, con la esperanza de construir otro modo de vida.

## Directiva

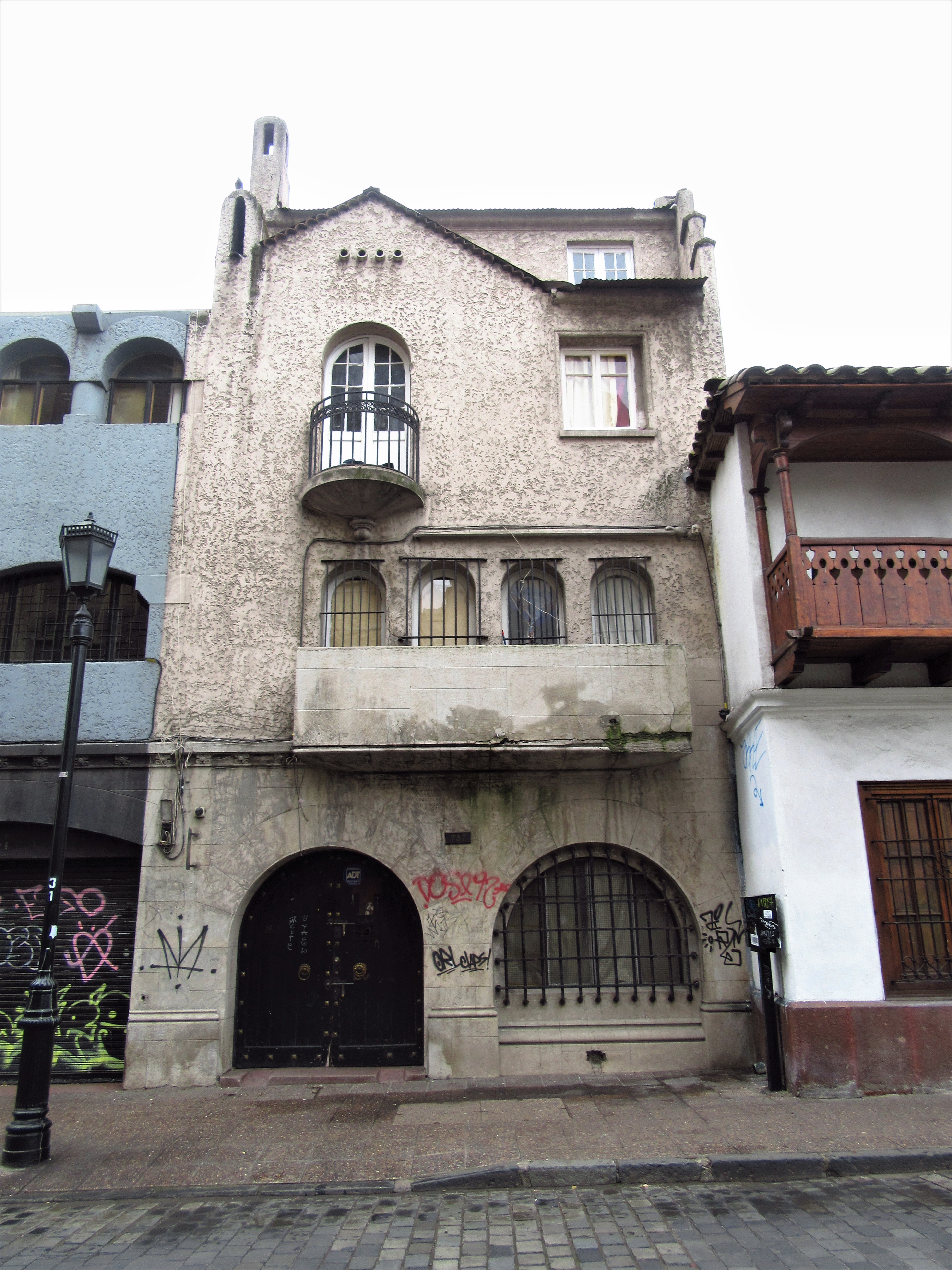
Sede nacional del Frente Amplio.

La directiva nacional electa del partido Frente Amplio es la siguiente:
- Presidenta: Constanza Martínez
- Secretario general: Andrés Couble
- Secretario ejecutivo: Simón Ramírez
- Tesorero: Yerko Cortés
- Secretaria Nacional de Contenidos: Camila Miranda
- Secretaria Nacional de Acción y Despliegue Territorial: Sofía Fuentes
- Secretaria Nacional de Frentes: Catalina Cifuentes
- Secretario Nacional de Comunicaciones: Felipe Maltés
- Secretaria Nacional de Formación: Bernarda Pérez
- Primer secretario directivo: Damaris Astete
- Segundo secretario directivo: Javier Ahumada

### Presidentes
| N°. | Presidente(a) | Presidente(a)          | Inicio              | Final               |
| --- | ------------- | ---------------------- | ------------------- | ------------------- |
| 1   |               | Diego Ibáñez Cotroneo  | 1 de julio de 2024  | 14 de julio de 2024 |
| 2   |               | Constanza Martínez Gil | 14 de julio de 2024 | En el cargo         |

## Autoridades

### Presidentes de la República

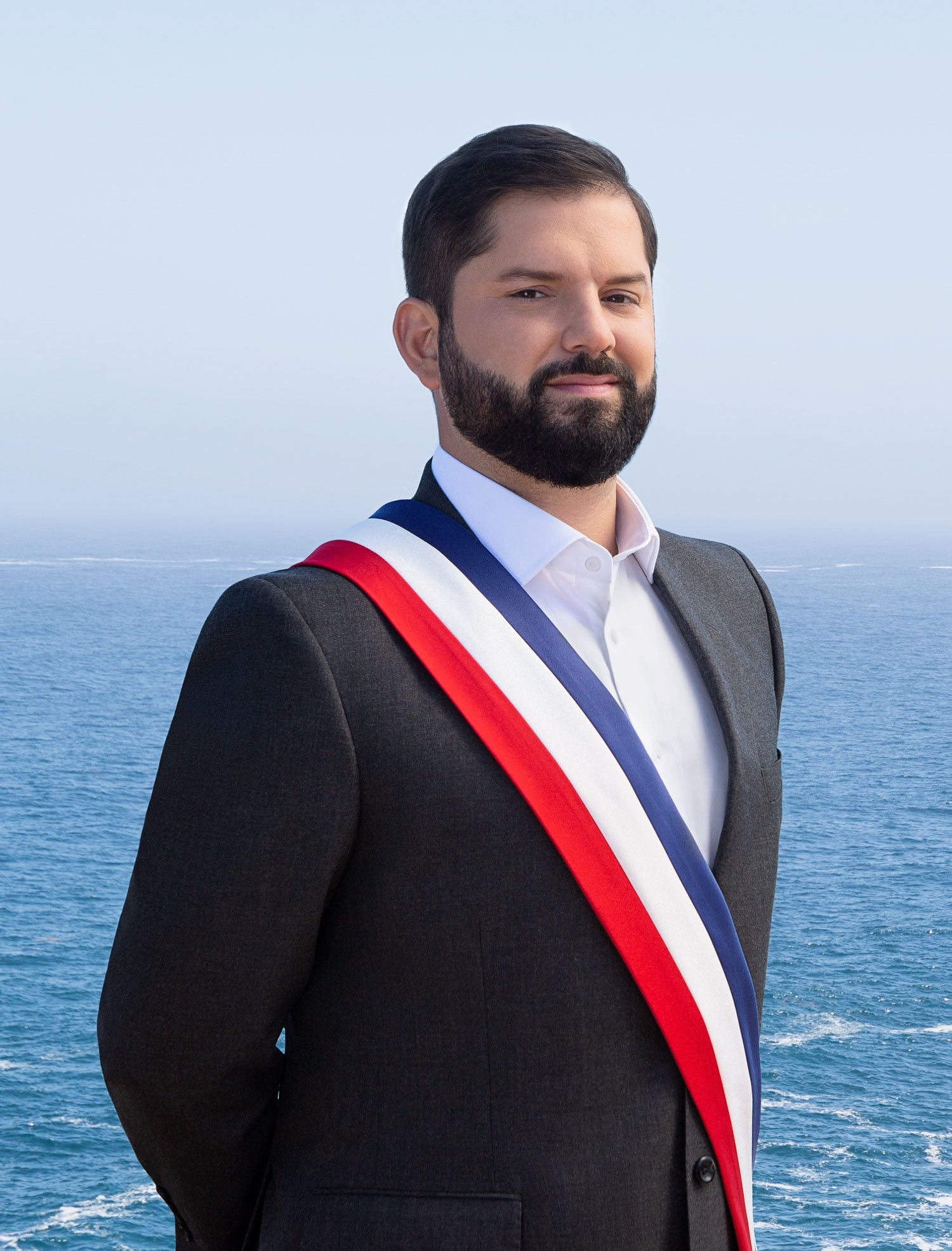
Gabriel Boric Font 2022-2026

### Senadores
El Frente Amplio tiene un senador en el periodo 2018-2026:
| Nombre                       | Región     | Circunscripción    |
| ---------------------------- | ---------- | ------------------ |
| Juan Ignacio Latorre Riveros | Valparaíso | Circunscripción VI |

### Diputados
El Frente Amplio tiene 19 diputados, incluyendo tanto militantes como independientes apoyados por el partido, para el periodo legislativo 2022-2026:
| Nombre                    | Región        | Distrito |
| ------------------------- | ------------- | -------- |
| Carolina Tello Rojas      | Coquimbo      | 5        |
| Diego Ibáñez Cotroneo     | Valparaíso    | 6        |
| Francisca Bello Campos    | Valparaíso    | 6        |
| Jorge Brito Hasbún        | Valparaíso    | 7        |
| Camila Rojas Valderrama   | Valparaíso    | 7        |
| Claudia Mix Jiménez       | Metropolitana | 8        |
| Maite Orsini Pascal       | Metropolitana | 9        |
| Andrés Giordano Salazar   | Metropolitana | 9        |
| Emilia Schneider Videla   | Metropolitana | 10       |
| Gonzalo Winter Etcheberry | Metropolitana | 10       |
| Lorena Fries Monleón      | Metropolitana | 10       |
| Gael Yeomans Araya        | Metropolitana | 13       |
| Felix Bugueño Sotelo      | O'Higgins     | 16       |
| Roberto Celedón Fernández | Maule         | 17       |
| Clara Sagardía Cabezas    | Biobío        | 21       |
| Ericka Ñanco Vásquez      | La Araucanía  | 23       |
| Patricio Rosas Barrientos | Los Ríos      | 24       |
| Jaime Sáez Quiroz         | Los Lagos     | 26       |
| Javiera Morales Alvarado  | Magallanes    | 28       |

### Consejeros regionales
El Frente Amplio cuenta con 23 consejeros regionales para el periodo 2022-2026:
| Consejero regional        | Región        | Circunscripción provincial |
| ------------------------- | ------------- | -------------------------- |
| Camila Navaro Pérez       | Tarapacá      | Iquique                    |
| Paula Orellana Uribe      | Antofagasta   | Antofagasta                |
| Daniela Quevedo Castillo  | Atacama       | Antofagasta                |
| Ximena Ampuero García     | Coquimbo      | Elqui                      |
| Jorge Mora Castro         | Valparaíso    | San Antonio                |
| Tania Valenzuela Rossi    | Valparaíso    | Valparaíso I               |
| Nataly Campusano Díaz     | Valparaíso    | Valparaíso II              |
| Manuel Lanas Quiñones     | Valparaíso    | Valparaíso II              |
| Sebastián Farfán Salinas  | Valparaíso    | Marga Marga                |
| Leonardo Jofré Ríos       | Metropolitana | Santiago I                 |
| Romina Montenegro Díaz    | Metropolitana | Santiago I                 |
| Noemi Martínez Díaz       | Metropolitana | Santiago II                |
| Sofía Valenzuela Delpiano | Metropolitana | Santiago II                |
| Karina Ramos Zapata       | Metropolitana | Santiago VI                |
| Camila Navarro Vargas     | Metropolitana | Maipo                      |
| Paola Chávez Madrid       | Metropolitana | Cordillera                 |
| Germán Arenas Sáez        | O'Higgins     | Cachapoal I                |
| Tamara Monroy Villar      | O'Higgins     | Cardenal Caro              |
| Igor Villarreal Guajardo  | Maule         | Curicó                     |
| Matías Fernández Hartwig  | Los Ríos      | Valdivia                   |
| Patricia Rada Salazar     | Los Lagos     | Llanquihue                 |
| Paula Acuña Ojeda         | Aysén         | Coyhaique                  |
| Pablo Cifuentes Vladilo   | Magallanes    | Magallanes                 |

### Alcaldes y concejales
El Frente Amplio tiene nueve alcaldes para el periodo 2024-2028:
| Nombre             | Comuna           | Región        |
| ------------------ | ---------------- | ------------- |
| Camila Nieto       | Valparaíso       | Valparaíso    |
| Macarena Ripamonti | Viña del Mar     | Valparaíso    |
| Mauricio Quiroz    | Putaendo         | Valparaíso    |
| Rodrigo Díaz       | Catemu           | Valparaíso    |
| Tomás Vodanovic    | Maipú            | Metropolitana |
| Felipe Muñoz       | Estación Central | Metropolitana |
| Miguel Concha      | Peñalolén        | Metropolitana |
| Paulina Bobadilla  | Quilicura        | Metropolitana |
| Carla Amtmann      | Valdivia         | Los Ríos      |

Además, cuenta con 84 concejales de diferentes comunas del país, para el periodo 2024-2028.
| Región                         | Concejales |
| ------------------------------ | ---------- |
| Arica y Parinacota             | 0          |
| Tarapacá                       | 0          |
| Antofagasta                    | 1          |
| Atacama                        | 1          |
| Coquimbo                       | 4          |
| Valparaíso                     | 10         |
| Metropolitana de Santiago      | 40         |
| O'Higgins                      | 3          |
| Maule                          | 2          |
| Ñuble                          | 2          |
| Biobío                         | 6          |
| Araucanía                      | 4          |
| Los Ríos                       | 2          |
| Los Lagos                      | 8          |
| Aysén                          | 0          |
| Magallanes y Antártica Chilena | 1          |
| Total nacional                 | 84         |

## Resultados electorales

### Elecciones municipales
|  | 6,33 % |

|  | 7,20 % |

### Elecciones de consejeros regionales
| Elección | Votos   | % de votos      | Escaños |
| -------- | ------- | --------------- | ------- |
| 2024     | 836 271 | \| \| 8,61 % \| | 19/302  |
|          | 8,61 %  |                 |         |

### Elecciones de gobernadores regionales
|  | 1,66 % |

|  | 0 % |